# Château de Cahaignes
Le château de Cahaignes est situé sur la commune de Vexin-sur-Epte, dans le département de l'Eure.

## Historique
Le château a été construit au XVIIe siècle. Le gros œuvre est de calcaire, de pierre de taille et d'enduit.
L'élévation est ordonnancée.
Le toit d'ardoise est à long pan et à croupe. 
Le domaine contient un parc, des communs et des parties agricoles.
Seule l'habitation est inscrite à l'inventaire général du patrimoine culturel.
Le maître d'œuvre est inconnu ; cependant, le lieu a longtemps été la propriété de la famille Daniel de Boisdenemetz, qui a donné plusieurs maires à la commune de Cahaignes. En 1848, y est décédée la fille de la compositrice Marie-Emmanuelle Bayon et de Victor Louis, Marie-Hélène-Victoire, belle-mère d'Alexandre Armand, marquis de Boisdenemetz. Au début du XXe siècle, il est habité par le comte Henri de Cornulier († 1936), maire de Cahaignes, chevalier de la Légion d'honneur, fils de Gontran de Cornulier, et époux de Jeanne Daniel de Boisdenemetz. Au même titre que le château de Bois-Himont, le nom de l'architecte rouennais René Martin est associé à Cahaignes. Le couple Cornulier n'a pas d'enfants.
Depuis 1953, l'édifice se délabre au fil du temps. Son dernier propriétaire du XXe siècle, Ernest Hubert Jean Picot, s'est trouvé dans l'impossibilité définitive de l'entretenir à la suite de son départ en maison de repos.
Alors que le domaine part à vau-l'eau, le château devient une cible de l'exploration urbaine sous le nom de château des singes. 
En juin 2022, Taïg Khris, en acquérant le domaine, déclare vouloir « redonner sa splendeur à ce patrimoine en péril et l'ouvrir au public ».
À cette date, un chantier de réhabilitation est marqué par la présence d'échafaudages et d'indication à propos sur la grille d'accès.

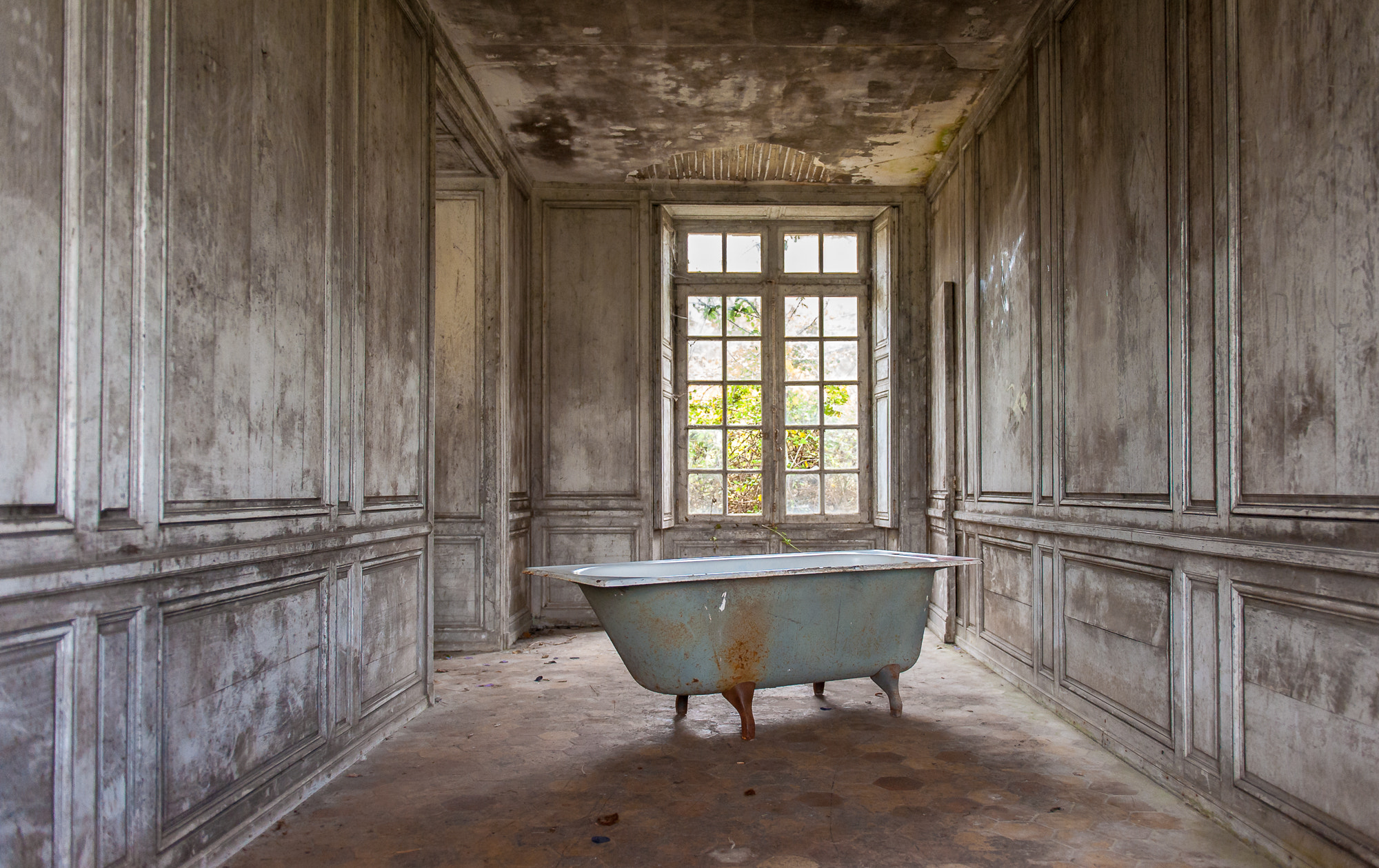
Baignoire mise en scène en 2014.
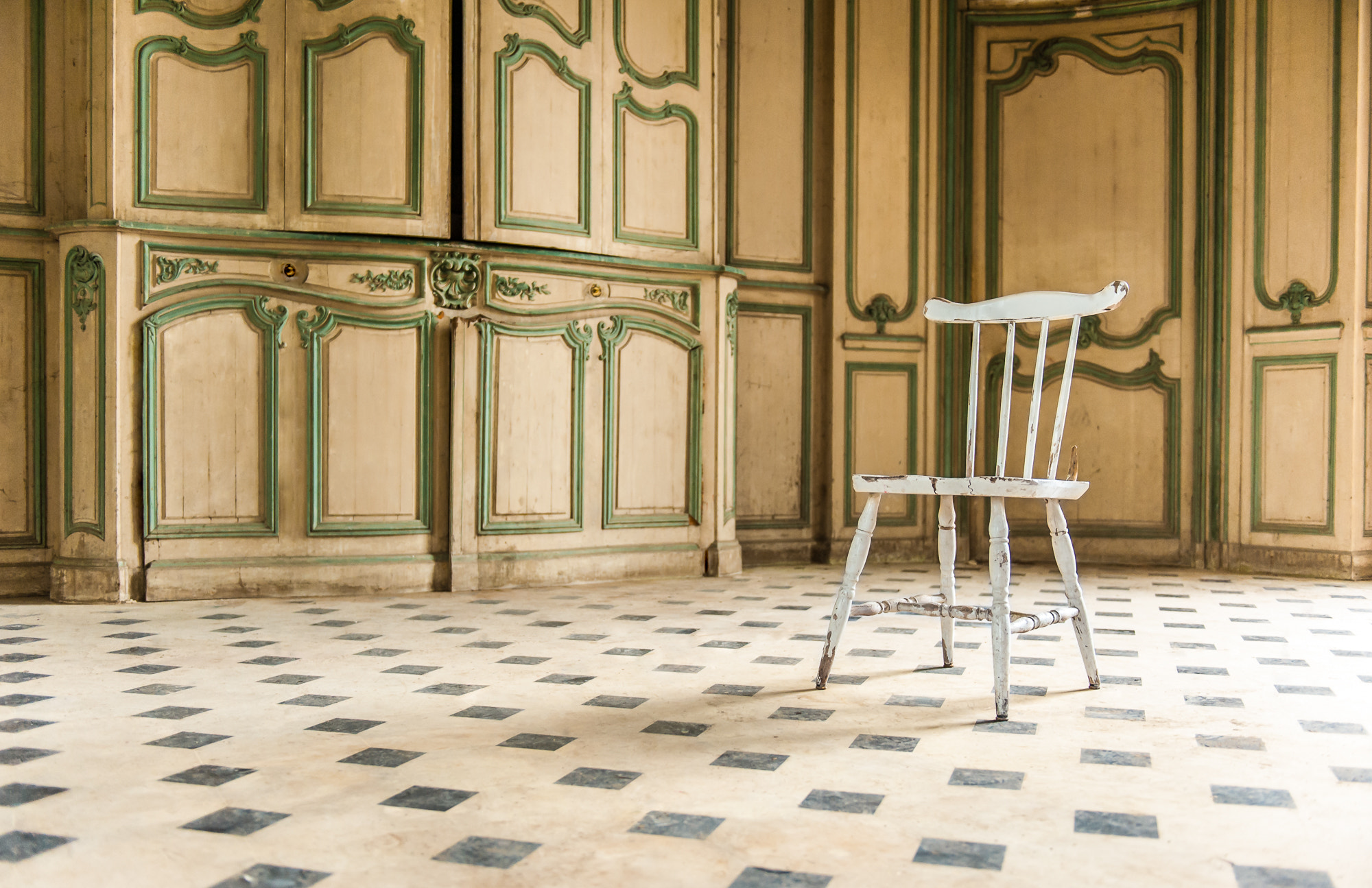
Décor de boiseries d'origine.
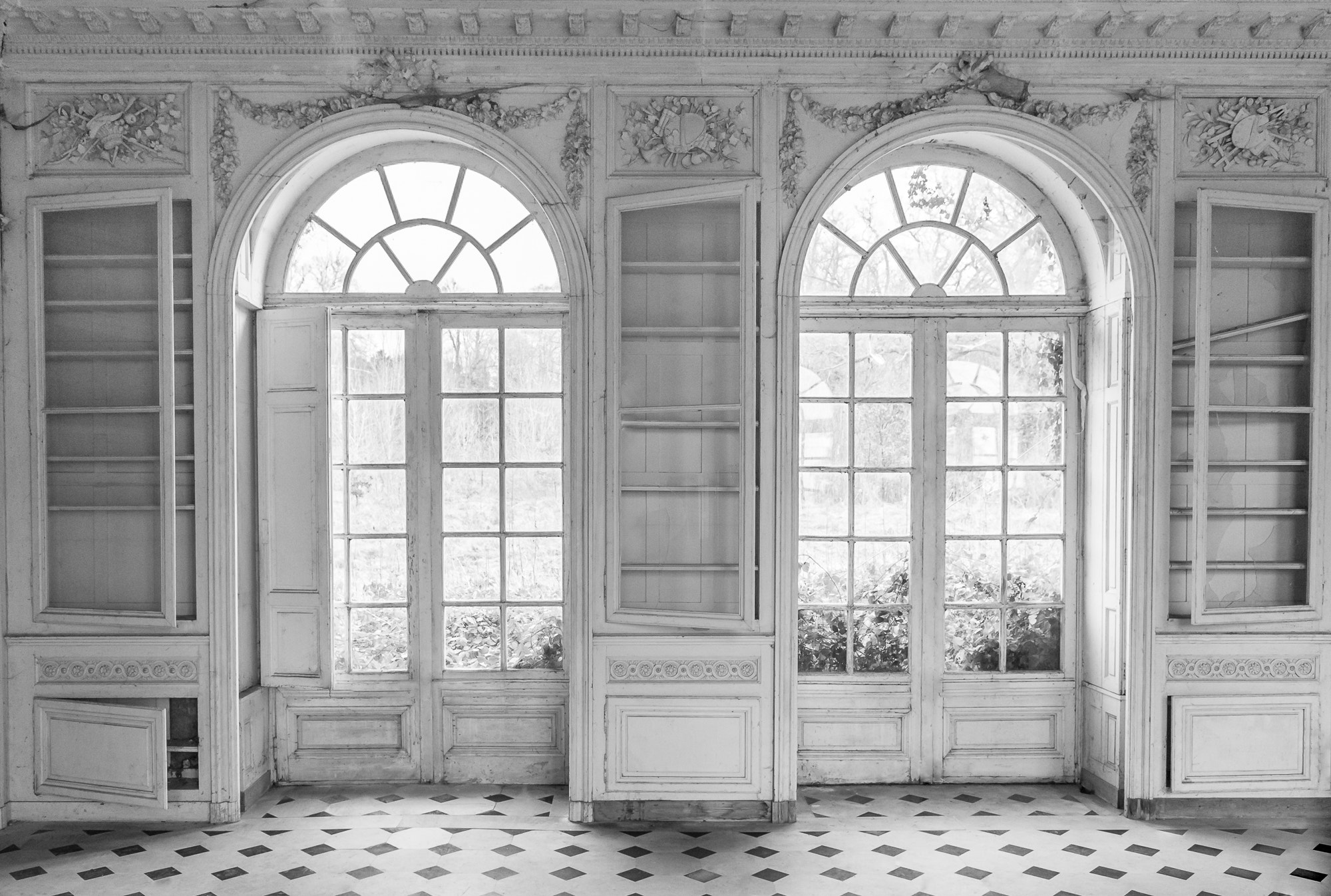
Intérieur d'une pièce au rez-de-chaussée.

## Site naturel classé
En 1953, le château et son parc sont l'objet d'un classement au titre des sites naturels.